# Cérvol de les Filipines
El cérvol de les Filipines (Cervus mariannus) és una de les tres espècies de cérvol que són nadiues dels boscos de bona part de les Filipines.